# Метальні ножі африканців
Метальні ножі африканців - це вид метальної зброї, яка використовувалася у традиційних народів Африки для ураження противника на відстані. Представляли собою різні форми багатолезових ножів або клинків.

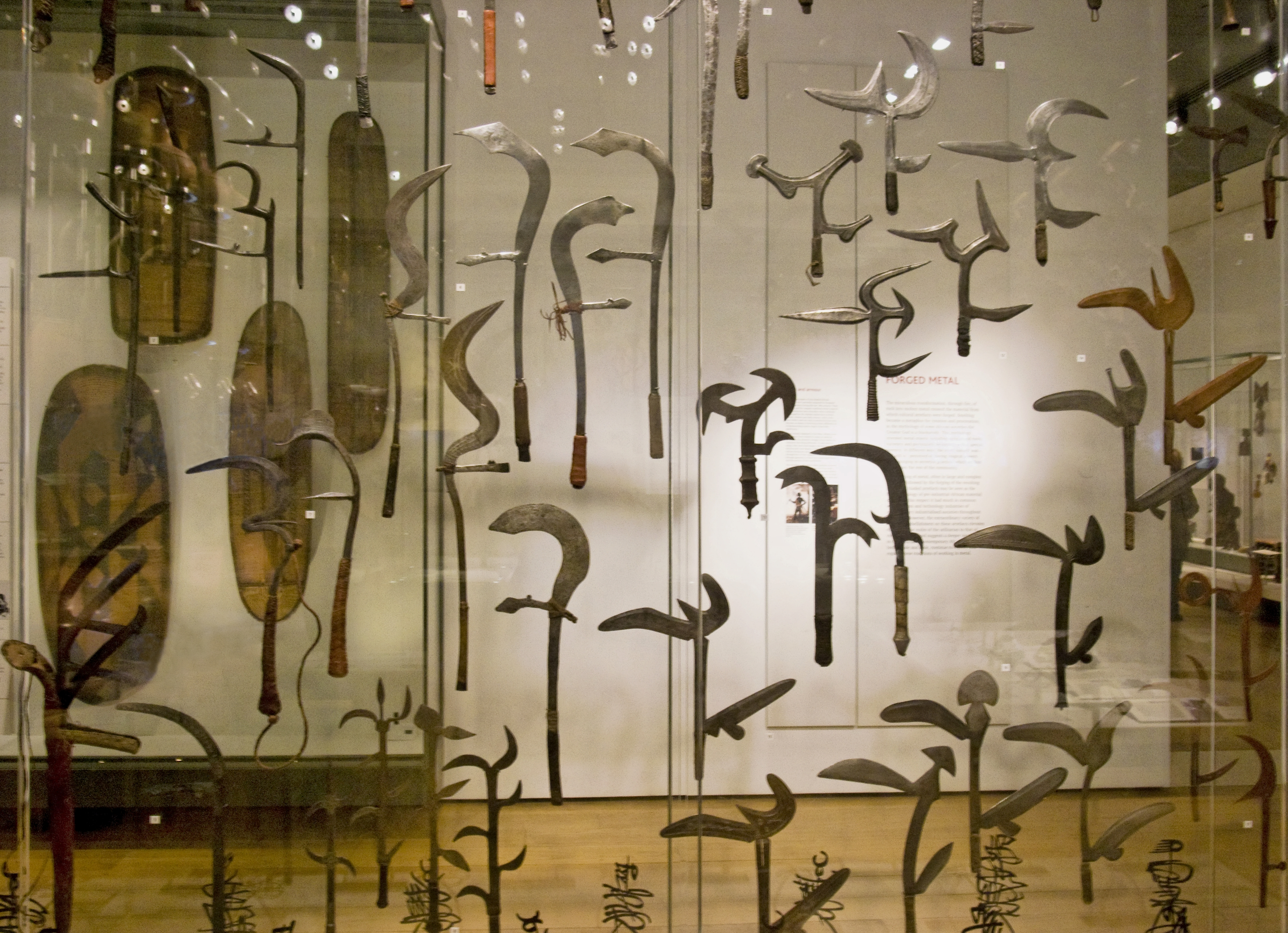
Колекція африканських ножів в Британському музеї в Лондоні

## Історія
Метальні ножі логічне продовження метальної палиці (бумерангу), яка була на попередньому технологічному рівні. Але інколи бумеранги використовували одночасно з метанням ножів, наприклад на території сучасного східного кордону Судану на Блакитному Нілі. Місце походження метальних ножів визначити складно, питання спірне. Деякі теорії називають районом походження південні райони озера Чад в регіоні Шарі-Багірмі; інші ж теорії припускають, що розвиток метальних ножів почався з простих ножів на Півночі і далі з поширенням вглиб Африки ускладнювався.
Металургією в Африці почали займатися понад 2 000 років тому: можливо, що вже в той час почали використовувати метальні ножі. Це припущення ускладнює факт, що археологами ще не було знайденого жодного зразку цього виду зброї, бо ґрунти Центральної Африки погано зберігають залізо. Найдавніші збережені екземпляри датуються кінцем XVIII століття. Американський історик Христофор Ерерт припускає, що перші метальні ножі в цьому регіоні були виготовлені в другій половині першого тисячоліття нашої ери, а поширилися в першій половині другого тисячоліття.
У ході європейської колонізації Африки африканські метальні ножі були вдосконалені через потребу захищатися від європейців. Але після Першої світової війни цей процес остаточно був зупинений, оскільки територія була повністю захоплена колонізаторами. Деякі європейці були поціновувачами африканського мистецтва метальних ножів, тому деякі зразки були бажаними елементами в колекціях або музейних експонатах, особливо приваблювали для дослідження нестандартні, химерні об`єкти. І вже з початком ХХ століття почали використовувати цю зброю з комерційною метою: замовляли у африканських майстрів традиційні ножі й потім перепродавали їх у Європі. Після Першої світової матеріал з якого виготовляли цю зброю змінився: почали виготовляти з імпортованого європейського готового заліза (де треба було лише вирізати за розміром), замінивши собою традиційну виплавку заліза. Останні традиційно виготовлені метальні ножі датуються серединою ХХ століття . В останні десятиліття свого існуванні перестали відігравати роль зброї, а більше були символом статусу та влади.

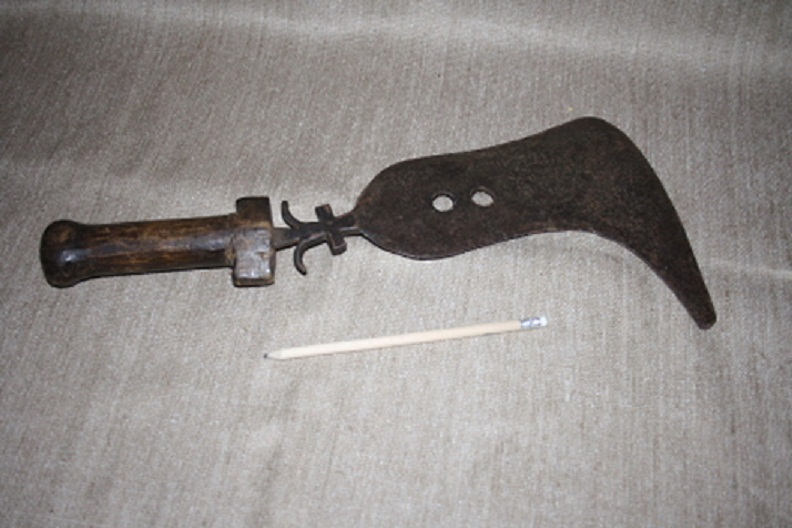
Трумбаш

Найперші писемні джерела, що повідомляють про існування метальних ножів в цьому регіоні, є записи дослідника Африки валійця Джона Петеріка (1861), французького антрополога Поль Беллоні Дю Шайю (1861) та італійця ботаніка Карла Піаджа (1865 р.). Перші екземпляри потрапили до Європи в останній чверті ХІХ століття. У 1889 році Генріх Шурц написав перше велике наукове дослідження метальних ножів африканських народів, де автора особливо цікавило етапи розвитку метальної зброї, починаючи від метальних палиць аж до багатолезових ножів. У 1925 році Ернест Сеймур Томас створив розширену класифікацію різних форм метальної зброї. Пітер Вестердайк також досліджував цю тему: спираючись на матеріали свого батька, він продовжив роботу і написав дисертацію в 1988 році.
Особливістю метальних ножів є те, що вони активно розвивались саме на Африканському континенті, а в Європі навпаки не набрали поширення, бо там застосовувались захисні сталеві обладунки. Тому використання метальних ножів та клинків в Європі не було виправданим. Там з метальної зброї використовувалися лише списи, рідше метальні сокири. В той час, як в Африці удосконалювалися метальні ножі (XVII-XIX століття), в Європі уже перейшли на інший технологічний рівень - вогнепальну зброю, що і стало причиною панування європейців в той період на інших континентах.

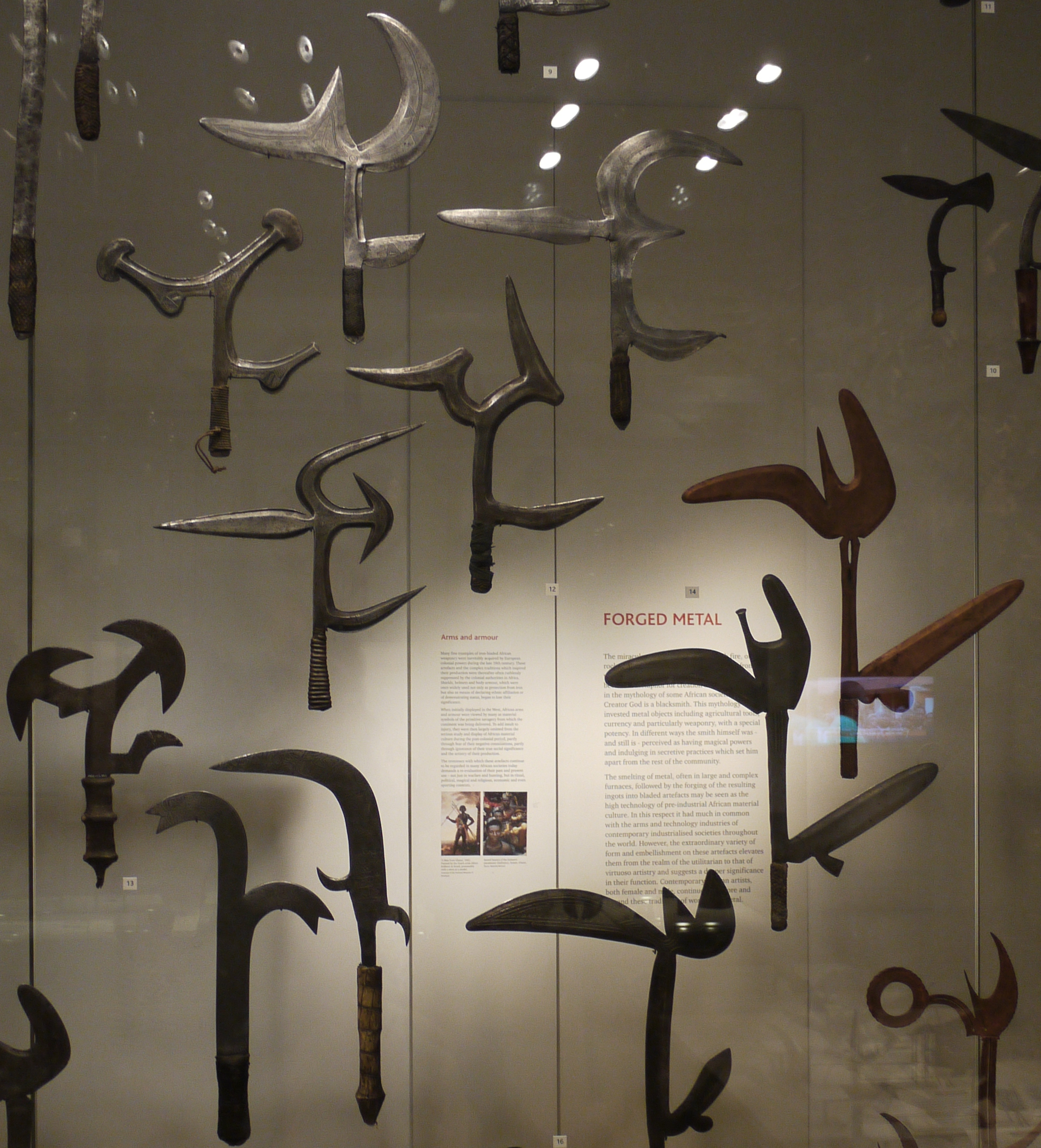
Різні види мамбеле

## Різновиди
Завдяки сучасним науковим дослідженням метальники за формою можна віднести до приблизної області на карті. Точне віднесення до племені встановити складно, бо між племенами, які близько розсташовувалися, різниця в озброєнні була не значною, а переходи стилів були плавними. Відповідно різниця була більше в географічному поширенні і назві, чим в технічних змінах.

### Трумбаш
Докладніше: Трумбаш
Трумбаш - метальні залізні снаряддя подібні до ножів з багатьма гострими відростками, які направлені в різні боки. Це небезпечна зброя для незахищеного тіла людини. Традиційна зброя для племен між Ефіопією та Конго. 

### Мамбеле
Докладніше Мамбеле

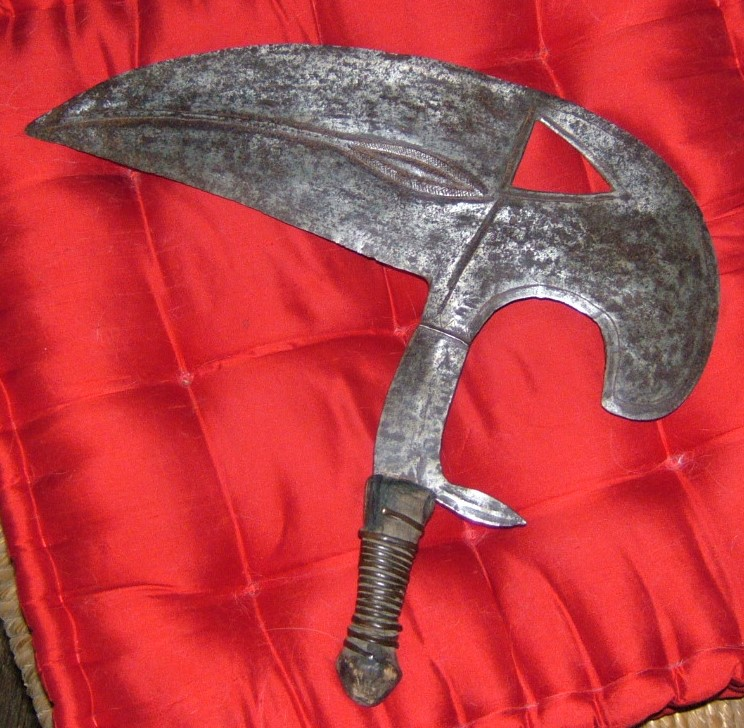
Онзил

Мамбеле  - це форма гібриду ножа та сокири в Центральній та Південній Африці, що походить від вигнутого метального кинджалу. Використовувався народами мангбету, які проживали трохи північніше провінції Верхнє Уеле в Демократичній Республіці Конго. Зазвичай мамбеле складався з чотирьох лез: трьох зверху та одного знизу, щоб максимізувати пошкодження ворога. Це один з небагатьох видів ножів Африки до західної колонізації. Багато з них були виготовлені з рідкісних матеріалів, тому їх важче було підробити, і вони були символом статусу для своїх власників. 

### Онзил
Докладніше Онзил

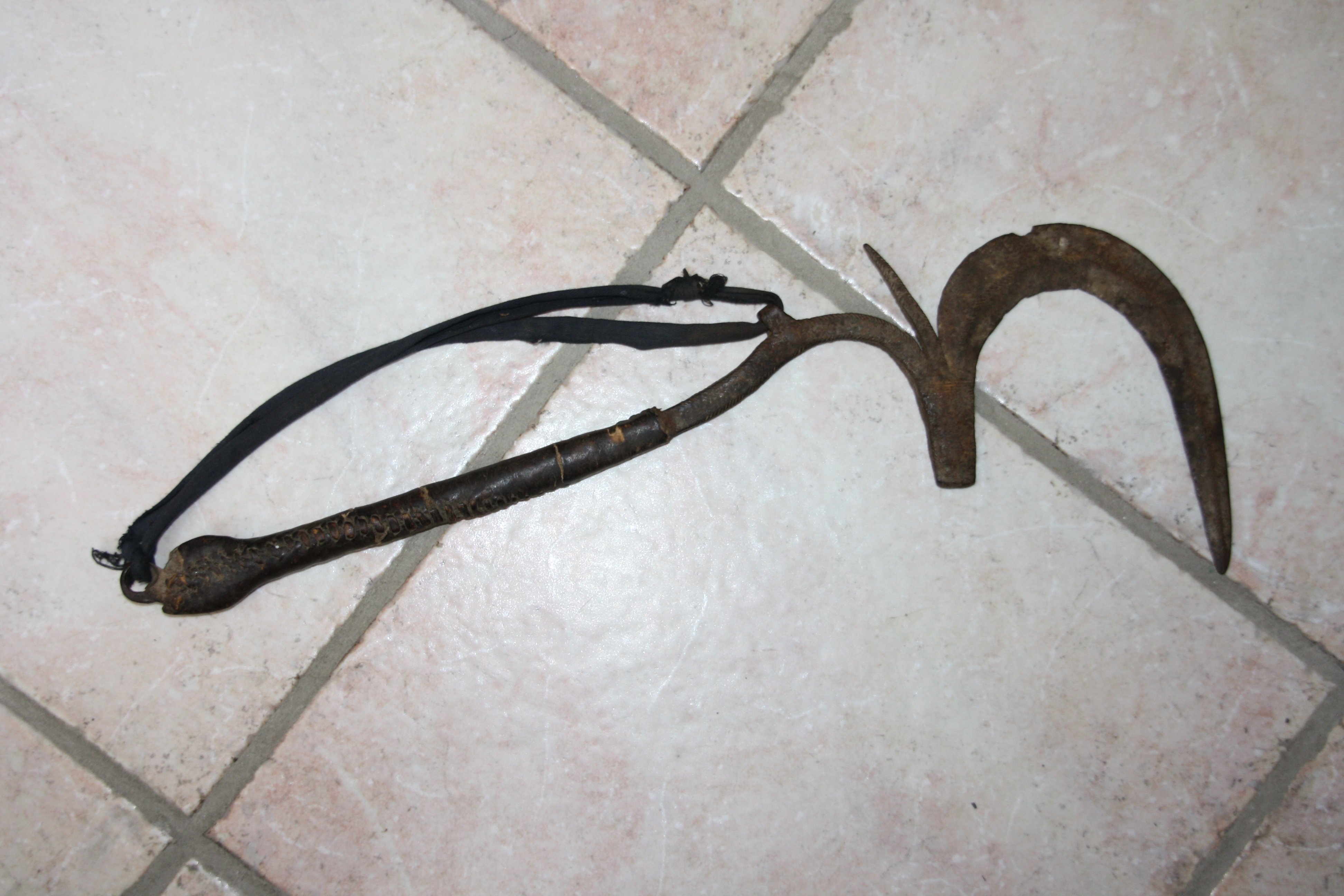
Сенгесе

Онзил (анг. Onzil) - метальний ніж етнічних груп Східного Габону (Кота, Фанґ, Мбете). Онзил схожий на сокиру, має лезо у формі дзьобу птаха-носорога.Виготовлявся зі слонової кістки. Служив зброєю жертвоприношень або знаряддям для війни .

### Сенгезе
Докладніше Сенгезе
Сенгезе - метальний ніж народу Матакам Північно-Східної Нігерії та Північного Камеруну. Має звивисту форму, а його ручка часто обтягується шкірою, а зброя оснащена фіксуючими вушками, які використовуються для кріплення ланцюга або мотузки; інколи слугував розмінною монетою. Загальна форма цього виду відрізняється від інших метальних ножів цього регіону: зроблена у формі букви "З", хоча найпоширеніший у районі у формі букви "F". 